# Dungeons & Dragons: Shadow over Mystara
Dungeons & Dragons: Shadow over Mystara ist das zweite Arcade-Spiel des japanischen Entwicklers Capcom auf der Grundlage des Rollenspielregelwerks Dungeons & Dragons und knüpft an die Handlung des Vorgängers Dungeons & Dragons: Tower of Doom an. Das Spiel ist wie zuvor in der Kampagnenwelt Mystara angesiedelt und wurde 1996 veröffentlicht. Es war einer der letzten 2D-Side-Scroller von Capcom, im Jahr 1997 folgte lediglich noch Battle Circuit. 1999 wurden beide Serientitel unter dem Titel Dungeons & Dragons Collection auch für Sega Saturn veröffentlicht.

## Handlung
Nach dem Sieg über den Arch Lich Deimos in Tower of Doom setzen die Helden ihre Reise durch das zerstörte Land Glantri fort. Sie haben realisiert, dass Deimos nur Teil einer weitaus größeren finsteren Verschwörung war und dass er letztlich nur von einer mysteriösen Hexenmeisterin namens Synn benutzt wurde. Synn tritt als junge Frau auf, die jedoch über ungeheuer große magische Kräfte gebietet. Sie plant die Herrschaft über das Königreich Glantri an sich reißen und die Republik Darokin zu unterwerfen. Doch für den Tod Deimos' hat Synn dem Land Rache geschworen.
Erst am Ende des Spiels stellt sich heraus, dass Synn in Wirklichkeit ein jahrhundertealter roter Drache ist, der sich die Kräfte des eroberten Landes zu Nutze machen möchte, um eine noch weitaus zerstörerische Macht zu erwecken, die nur unter dem Namen The Fiend (deutsch: Der Teufel) bekannt ist.

## Spielprinzip
Wie sein Vorgänger kombiniert Shadow over Mystara das Spielprinzip eines side-scrolling Beat ’em ups mit Rollenspiel-Elementen. Dabei enthält das Spiel zahlreiche Spielmechaniken, die in Arcade-Spielen wenig gebräuchlich sind. Während bei Computer- und Konsolenspielen Dinge wie das Sammeln und Ausrüsten neuer Gegenstände ein gängiges Spielmuster sind, war es bei Arcade-Spielen selten anzutreffen. In Shadow over Mystara können die Spieler zwischen einer Vielzahl an Waffen und Rüstungen wählen, auch wenn diese Auswahl durch die Wahl des Spielercharakters begrenzt wird. Dazu gibt es eine Vielzahl magischer und verborgener Gegenstände. In Kombination mit variablen Abspannsequenzen und verzweigten Handlungspfaden verleihen dem Spiel einen hohen Wiederspielwert.

### Charaktere
Ergänzend zu den ursprünglichen vier Charaktere in Tower of Doom, dem Kleriker, dem Zwerg, der Elfe und dem Kämpfer, fügt Shadow over Mystara der Auswahl zusätzlich einen Dieb und einen Magieanwender hinzu. Außerdem existierten nun für jeden Charakter zwei unterschiedliche Sprite-Sets, sodass im Gegensatz zum Vorgänger zwei Spieler denselben Charakter wählen können. In diesem Fall gibt es bei den zauberkundigen Charakteren auch leichte Unterschiede bei den Zaubern. Bei Beendigung des ersten Levels werden die Spieler aufgefordert, einen Charakternamen einzugeben. Anders als viele zeitgenössische Arcade-Spiele, erlaubt Shadow over Mystara die Eingabe von sechs statt nur drei Buchstaben. Für jeden Charakter existieren daneben zwei Standardnamen, die automatisch zum Einsatz kommen, wenn der Spieler keinen Namen oder vulgäre Bezeichnungen wie „SEX“ einfügt.
Kleriker
Kanonische Namen: Greldon, Miles
Der Kleriker übernimmt die Rolle des Heilers und Unterstützungszauberers, ist aber auch ein akzeptabler Kämpfer, der den besten Sturmangriff besitzt. Er kann weiterhin Untote vertreiben, wodurch Skelettgegner und Ghule sofort getötet werden, und kann aus eine Auswahl an Klerikerzaubersprüchen seine Verbündeten heilen, mit Schutzzaubern stärken und Gegner schwächen oder verletzen. In Übereinstimmung mit den klassischen D&D-Regeln kann der Kleriker keine Klingenwaffen verwenden, verwendet dafür einen Morgenstern, durch den er auch bestimmte Spezialangriffe erhält.
Zwerg
Kanonische Namen: Dimsdale, Hendel
Der Zwerg ist ein besonders widerstandsfähiger Charakter und besitzt die meisten Lebenspunkte. Er kann in kürzester Zeit den größten Schaden verursachen. Seine kleine Statur ermöglicht es ihm, feindliche Projektilen unbeschadet zu unterlaufen. Die Stärken des Zwerges liegen eher in seinen Spezialattacken als in seine normalen Angriffen. Er hat weiterhin die einzigartige Fähigkeit, geöffnete Truhen zu zerschlagen und so zusätzliche Geld und weitere Schätze aufzudecken.
Elfe
Kanonische Namen: Lucia, Kayla
Die Elfe ist eine Kampfmagierin, die die offensiven Fähigkeiten eines Kämpfers mit den Zaubern eines Magieanwenders verbindet. Obwohl ihre Fertigkeiten in den jeweiligen Bereichen den jeweiligen Spezialisten (Krieger bzw. Zauberkundiger) unterlegen sind, ist sie ein sehr vielseitiger Charakter. Ihr Nachteil sind ihre niedrige Konstitution und Verteidigung, außerdem hat sie die geringste Nahkampf-Reichweite. Die Hitbox der Elfe bleibt durchgehend gleich, selbst wenn sie Waffen mit höherer Reichweite als ihr Standard-Kurzschwert verwendet. Ähnlich wie der Zwerg erreicht sie sehr schnell den höchsten Charakterlevel, was ihr einerseits einen frühen Vorteil verschafft, ihre Charakterentwicklung andererseits abrupt beendet und so die Effizienz von Gebrauchsgegenständen wie den Efreet-Flaschen reduziert.
Krieger
Kanonische Namen: Crassus, Jarred
Der Krieger ist ein Nahkampfcharakter mit einem exzellenten Bewegungsset, großer Waffenreichweite, großer Ausdauer und der besten Rüstungsklasse, weshalb er sowohl für Einsteiger als auch Fortgeschrittene geeignet ist. Er kann nahezu jede Waffe im Spiel führen, inklusive Zweihänder, und ist der einzige Charakter mit der Fähigkeit eine zweite Handwaffe zu führen. Das im Spiel auffindbare „Sword of Legends“ (deutsch: Schwert der Legenden) ist nach dem besten Krieger in der Highscore-Liste benannt.
Zauberkundiger
Kanonische Namen: Syous, D'Raven
Der Zauberkundige ist Meister der Zerstörungszauber, aber physisch der schwächste Charakter des Spiels. Wegen seiner niedrigen Konstitution, dem fehlenden Schild und seinen vergleichsweise schwachen Nahkampfattacken ist er daher besonders anspruchsvoll zu spielen. Um seine geringen Gesundheitspunkte auszugleichen, beherrscht der Zauberkundige den Zauber der vorübergehenden Unverwundbarkeit sowie die Teleportation. Mit letzterer kann er allen physischen Angriffen ausweichen und ausgeklügelte, schadenbringende Combo-Angriffe durchführen. Der Zauberkundige ist ein schwieriger, aber erfüllender Spielcharakter der vorherige Kenntnisse des Spiels und des effektiven Zaubermanagements erfordert. Seine Offensivzauber können mit dem „Staff of Wizardry“ (deutsch: Stab der Zauberkunde) noch weiter verstärkt werden, was ihn zum mächtigsten Charakter des Spiels macht.
Diebin
Kanonische Namen: Moriah, Shannon
Die Diebin ist eine schnelle und gewandte Kriegerin mit einzigartigen akrobatischen Fähigkeiten. Sie beherrscht unter anderem Doppelsprünge, Wandsprünge, Backflips und Sprünge über die Bildschirmbreite. Sie kann Schlösser öffnen, Fallen entdecken, Taschendiebstähle durchführen und Gegner durch hinterhältige Angriffe besonders schwere Wunden zufügen. Die Diebin hat außerdem einen unerschöpflichen Vorrat an Steinen für ihre Schleuder und benutzt für einige ihrer Spezialangriffe Flaschen mit Brennöl. In Ermangelung eines Schildes und aufgrund ihrer mittelmäßigen Konstitution hat sie nur geringe Defensivqualitäten.

### Steuerung
Die Steuerung erfolgt mit Hilfe des Joysticks. Daneben gibt es vier Aktionsbuttons für den Angriff, für Sprünge, einen Button für das Auswahlmenü der Inventargegenstände und den Anwendungsbutton für den vorselektierten Gegenstand. Der Kleriker, die Elfe und der Zauberanwender besitzen zudem ein zweites Auswahlmenü für ihre jeweiligen Zauber
Shadow over Mystara führte eine Reihe von Spezialmanövern ein, die ähnlich wie bei Street Fighter durch Bewegung des Joysticks in Verbindung mit bestimmten Buttonkombinationen ausgelöst wurden. Alle Charaktere mit Ausnahme des Zauberkundigen haben einen Schmetterangriff und einen Rising Attack, die zu Kombinationsangriffen verbunden werden können und Monster durch die Luft schleudern können. Mit Ausnahme des Zauberkundigen und des Klerikers haben alle Charakter außerdem einen für Capcom-sice-Scroller typischen, besonders mächtigen Spezialangriff. Er schädigt alle nahestehenden Gegner, zieht gleichzeitig aber auch dem Spielercharakter Lebenspunkte ab.
Beute kann wie im Vorgänger mit Hilfe des Angriffsbuttons aufgehoben werden. Da dies im ersten Teil jedoch zu dem Problem führen konnte, dass die Spielfigur statt eines Angriffs gegen den Gegner stattdessen einen naheliegenden Gegenstand aufhob, wurde zusätzlich die sogenannte Sliding-Funktion eingeführt. Sobald eine Spielfigur über einen Gegenstand lief, wurde dieser dadurch automatisch aufgesammelt.

### Funktionen
Das Spiel beinhaltet eine Auswahl an arkanen Zaubern (für Zauberkundigen und Elfe) und Kleriker-Sprüchen, die dem D&D-Regelwerk entstammen. Wie vom Regelwerk vorgegeben nutzt Shadow over Mystara auch das sogenannte vancianisches Magiesystem, wonach pro Spiellevel nur eine vorher festgelegte Zahl an Zaubern zur Verfügung steht. Diese können jedoch durch Schriftrollen aufgestockt werden, die als Beutegegenstände gefunden werden können. In einigen Fällen werden die Zauber auch nach bestimmten Kämpfen mit Zwischengegnern wiederhergestellt. Wurde ein Zauber aktiviert, pausiert das Spiel für das Abspielen des Zaubereffekt kurzzeitig, in einigen Fällen können die Zauber in diesem Zeitraum durch den Spieler kontrolliert werden.
Im Spielverlauf stoßen die Spieler auf eine große Bandbreite an Beutegegenständen und Schatzfunden. Diese können in Truhen, als Hinterlassenschaften getöteter Gegner und Endbosse oder als Zufallsfunde in der Spielwelt aufgesammelt werden. Eine weitere Möglichkeit ist der Taschendiebstahl, der auf die Diebin beschränkt ist. Die meisten Schatzfunde bestehen aus Gold und Silber, die zum Erwerb von Ausrüstungsgegenständen verwendet werden können. Weitere Möglichkeiten sind Waffen, Ausrüstungsgegenstände oder wertvolle Edelsteine, die die Erfahrungspunkte der Helden erhöhen.
Jeder Charakter beginnt mit einer auf den Charakter abgestimmten Rüstung, der das Spiel über unverändert bleibt. Daneben tragen ein Helm und ein Schild zur Verteidigung bei, wobei der Zauberkundige und die Diebin keine Schilde verwenden können. Besondere magische Gegenstände sind sehr zerbrechlich, Stiefel, Handschuhe und Ringe werden daher nach einigen Treffern zerstört. Daneben gibt es einen Slot für Spezialgegenstände, die beispielsweise von Endgegnern fallen gelassen werden und spezielle Fähigkeiten verleihen können. Zwei besonders mächtige, im Spiel auffindbare Waffen sind der „Staff of Wizardry“ und das „Sword of Legends“, denen im Endkampf mit dem roten Drachen Synn eine spezielle Bedeutung zukommt.
Zwischen den Spielleveln können die Spieler bei Händlern ihre Standardausrüstung wie Pfeile, Brennöl, Wurfmesser und Heiltränke aufstocken. Ebenso können Gegenstände verkauft oder in einigen Fällen gegen besondere magische Gegenstände eingetauscht werden. In einem speziellen Fall können die Spieler zudem auf ein Gnomendorf stoßen, dessen Bewohner um Hilfe im Kampf gegen eine Chimäre bitten.

### Glitches
In der ersten Hardwareversion von Shadow over Mystara konnte ein durch bestimmte Namensgebung ausgelöster Programmfehler zu Glitches führen. Das hatte zur Folge, dass die Spieler bereits zu Beginn mächtige Gegenstände erhielten. Dieser Exploit hatte aber auch die Nebenwirkung, dass er zahlreiche Bildfehler (flackernde oder fehlende Sprites, Textfehler), Programmneustarts oder sogar das Einfrieren des Programms verursachte. In einer zweiten Hardwarerevision wurde der Fehler schließlich behoben.
Ein weiterer Glitch, der nie behoben wurde, war der sogenannte Highlander-Modus, benannt nach dem Film Highlander – Es kann nur einen geben. Wenn der Zauberkundige und die Diebin die Standard-Kopfbedeckung des jeweils anderen ausrüsteten, wurden sie weitgehend immun gegen die meisten Schadensarten und konnten lediglich durch Spezialattacken verwundet werden.

### Endsequenzen
Nachdem die Charaktere den Endgegner besiegt haben, erhält jedes Gruppenmitglied einen kurzen Epilog mit einer Beschreibung seiner zukünftigen Taten. Dieser Epilog liegt für jeden Charakter in vier Varianten vor. Die Abspannvarianten werden mit einem einfachen Code gekennzeichnet: der erste Buchstabe des Charakters, gefolgt von der Nummer der Abspannvariante. Die Abspannvariante 2 des Klerikers (englisch: cleric) lautet daher „C-2“, das optimale Ende des Kämpfers (englisch: fighter) demnach „F-1“ usw. Das gezeigte Ende errechnet sich anhand unterschiedlicher Faktoren und nimmt stellenweise auch Bezug auf die Spielweise, etwa ob der Spielercharakter den entscheidenden Hieb gegen den Endgegner gelandet hat oder welche Waffen er besessen hat.

## Portierungen
1999 veröffentlichte Capcom Shadows over Mystara zusammen mit seinem Vorgänger Tower of Doom in einer Compilation auf zwei CDs für die Spielkonsole Sega Saturn. Die mit großer Verspätung ausschließlich in Japan veröffentlichte Compilation wurde unter dem Titel Dungeons & Dragons Collection vertrieben und benötigte zusätzlich die 4-MB-RAM-Erweiterung für die Konsole. Es war zugleich einer der letzten Capcom-Titel für die auslaufende Saturn-Hardware. Wegen der schlechten Absätze der Konsole in Nordamerika und Europa verzichtete Capcom auf eine Veröffentlichung für diese Märkte. Die Portierung wies einige kleine Änderungen beim Spielprinzip auf, wie die Anpassung bei den Schadenswerten und die Behebung einiger Bugs, zudem war die Zahl der Spieler wegen der Limitierungen der Saturn auf maximal zwei statt der ursprünglichen vier begrenzt.
Im Januar 2003 veröffentlichte das Unternehmen MCB Interactive eine auf den südkoreanischen Markt beschränkte Windows-Portierung des Spiels auf CD-ROM.
Im März 2013 kündigte Capcom auf der Messe PAX East einen erneuten Release beider Spiele zum Juni 2013 unter dem Titel Dungeons & Dragons: Chronicles of Mystara für Xbox 360, PlayStation 3, Wii U und Windows an. Die vom US-amerikanischen Entwickler Iron Galaxy Studios überarbeitete Version enthält unter anderem eine höher aufgelöste Grafik und die Möglichkeit, online wie im Original mit drei Mitspielern gemeinsam zu spielen. Die Mitspieler können dabei nahtlos laufenden Spielen beitreten oder sie wieder verlassen. Unterstützt wird der Ko-op über eine Matchmaking-Funktion, die passende Spielpartner durch Analyse der bevorzugten Spielweise vorschlägt, und Highscore-Tabellen. Ein Herausforderungsmodus stellt dem Spieler verschiedene spielerische Aufgaben, deren Erfüllung mit einer virtuellen Währung belohnt wird, die wiederum zum Freischalten verschiedener Boni genutzt werden kann. Eine weitere neue Funktion ist die Adaption der ursprünglichen Spielregeln nach eigenen Vorstellungen.

## Rezeption
Nach Sicht von Allen Rausch vom US-amerikanischen Online-Spielemagazin GameSpy war Shadows Over Mystara „ein herausragendes Spiel, zu den Zeiten, als die Spielhallen noch der geeignete Ort waren, um die heißesten Spiele zu entdecken. Und es macht selbst heute noch Spaß.“ Levi Buchanan von IGN bezeichnete es einerseits als „Arcade-Wunder“, aber auch als „Seltsam, dass eines der fesselnderen D&D-Spiele so weit abseits des Rollenspiel-Genres landen sollte“. Er lobte die hohe Wiederspielbarkeit durch die motivierende Suche nach magischen Gegenständen und die verzweigten Lösungswege sowie die unterschiedlichen Charaktere mit ihren zahlreichen Bewegungssets. 2011 wählte GameSpy das Spiel auf Platz 50 seiner Liste der beste Arcade-Spiele und bezeichnete es als „einen der unterhaltsamsten Titel, der je für eine Plattform veröffentlicht wurde“ und „möglicherweise der Höhepunkt der seitlich scrollenden Beat ’em ups, der jemals die Spielhallen zierte“.
Die 1999 für Sega Saturn veröffentlichte Dungeons & Dragons Collection, bestehend aus Tower of Doom und Shadow over Mystara, bezeichnete GameSpot-Autor James Mielke als lediglich durchschnittlich und bemängelte vor allem die trotz verpflichtender Nutzung der 4-MB-RAM-Konsolenerweiterung sehr langen Ladezeiten, die mitunter auch den Spielfluss unterbrechen können. 2005 zählte das US-amerikanische Online-Spielemagazin IGN die Dungeons & Dragons Collection hingegen zu den zehn besten Koop-Spiele.